# Ristolas
Ristolas foi uma comuna francesa na região administrativa da Provença-Alpes-Costa Azul, no departamento de Altos-Alpes. Estendia-se por uma área de 82,18 km². É uma localidade de alta montanha. Em 2010 a comuna tinha 90 habitantes (densidade: 1,1 hab./km²).
Em 1 de janeiro de 2019, passou a formar parte da nova comuna de Abriès-Ristolas.